# Cours d'Alsace et Lorraine
Pour les articles homonymes, voir Rue d'Alsace-Lorraine.
Le Cours d'Alsace et Lorraine est une avenue de la ville de Bordeaux empruntée par la ligne A du tramway de Bordeaux.

## Situation et accès
Cet axe, orienté est-ouest, relie la cathédrale (place Pey-Berland) aux quais de Bordeaux (rive gauche).

## Origine du nom
Cette rue doit son nom à la mémoire de l'Alsace-Lorraine, provinces perdues à l'issue de la guerre de 1870 et restituées à la France par le traité de Versailles, le 28 juin 1919.

## Historique
Il n'a été construit qu'au XIXe siècle sous le nom de Voie du Peugue, en recouvrant la rivière éponyme.
Le 25 août 1860, le conseil municipal reçoit un rapport concernant la création d’une avenue reliant la cathédrale aux quais. Appelée dans un premier temps voie du Peugue, elle couvre le cours inférieur de la rivière du Peugue et remplace une série de ruelles étroites et sinueuses : les rues du Peugue, des Trois-Canards, du Mû et la rue Poitevine.

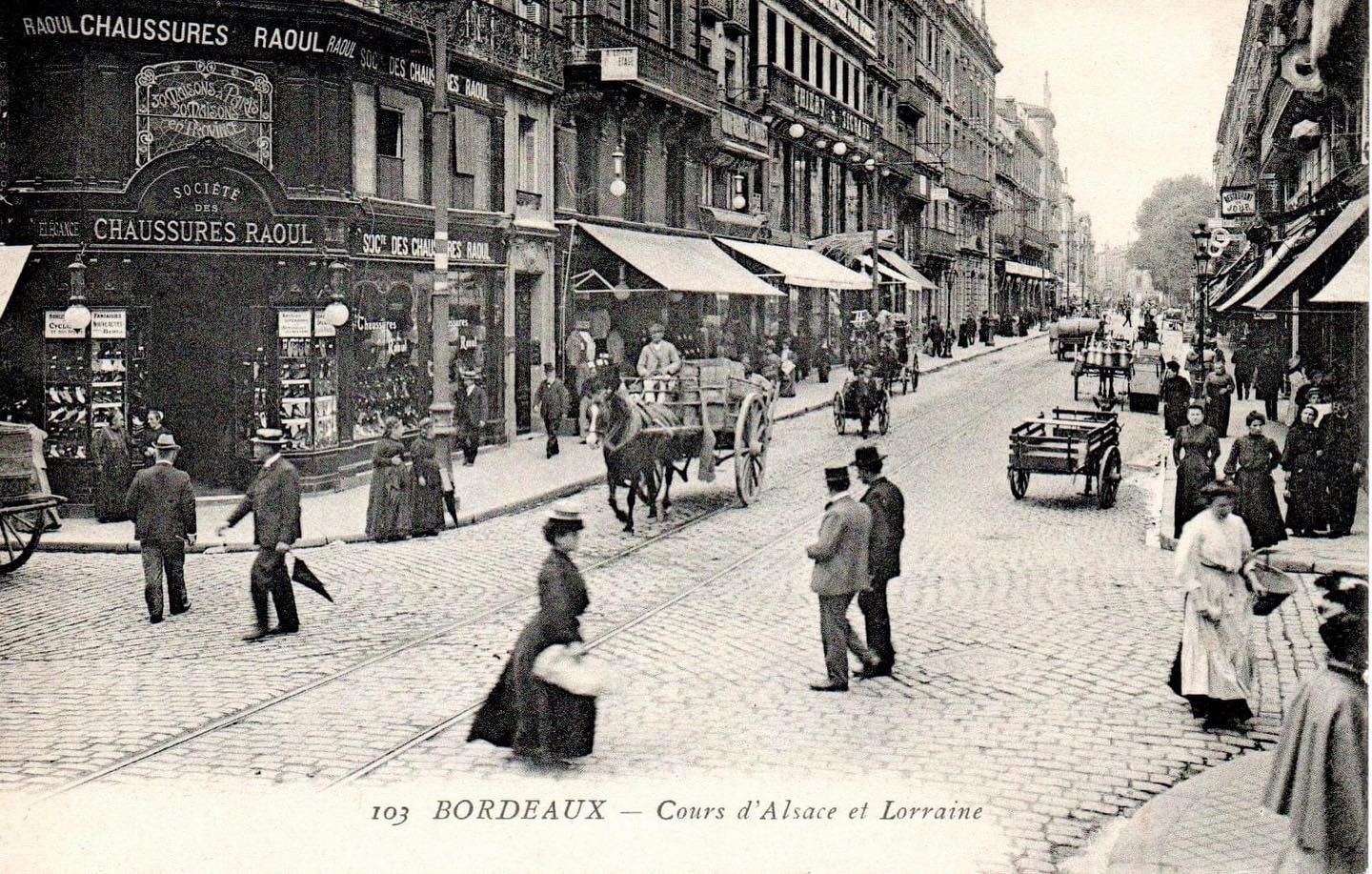
Cours d'Alsace et Lorraine, vers 1910.